# Борис Харалампиев
Борис Светлозаров Харалампиев (4 март 1984 – 26 юни 2019) е български строителен инженер, проектант на мостове и пътни съоръжения с изградено име в страната, носител на наградата „Инженер на годината“ за 2014 г. в областта на пътното проектиране в градска среда.

## Значими обекти
Инж. Харалампиев е проектант на редица мостове и пътни съоръжения в България като кръстовището на две нива при Семинарията в София, за което получава наградата „Инженер на годината“ за 2014 г. в областта на пътното проектиране в градска среда, кръстовището на две нива при Телевизионната кула в София, мостът над река Струма при с. Железница (преди новия тунел „Железница“ в посока към Кулата по АМ Струма) и редица други съоръжения. Той прилага за пръв път в България строителната система „потактово избутване“ (на английски Incremental Launch Method) при проектирането на моста над река Струма при с. Железница (преди новия тунел „Железница“ в посока Кулата по АМ Струма). При този метод връхната конструкция се изгражда последователно на отделни стоманобетонни сегменти в единия край на премостваното препятствие. След втвърдяването на бетона на всеки нов сегмент, той се свързва с предварително напрегнати армировъчни снопове с по-рано изпълнените. Така свързаните сегменти се избутват по оста на моста с помощта на специални хидравлични механизми. Образуваната по този начин „верига“ от свързани сегменти се „плъзга“ върху предварително изпълнените междинни опори докато достигне пълната си дължина при другия край на препятствието.
Инж. Харалампиев е проектант и на естакадата по продължението на бул. „Брюксел“ към Терминал 2 на летище София. Съоръжението представлява 12-отворна стоманобетонна естакада, минаваща над бул. „Брюксел“ и бул. „Христофор Колумб“ в хоризонтална крива с малък радиус. Връхната конструкция е от предварително напрегнат стоманобетон в монолитно изпълнение.
Важна част от работата на инж. Харалампиев е изготвянето на проекти за ремонт, рехабилитация и усилване на съществуващи съоръжения по автомагистрала „Хемус“ – виадукти при с. Потоп, до тунел Витиня и Коренишки дол). При проектирането на ремонтните работи по виадуктите е достигнато не само възстановяването на проектното им експлоатационно състояние, което е било постигнато при завършването на строежа им преди около 40 години, но и повишаване на нивото им на функционалност до удовлетворяване на изискванията на системата от Норми за проектиране, позната като ЕВРОКОД, която се прилага в страните от ЕС.
Собствената проектантска фирма на инж. Харалампиев „Конструктпроект“ изготвя под негово ръководство работните проекти за шест големи мостове и виадукти по продължението на АМ „Хемус“ в източно направление около местността „Боаза“.

## Галерия
- Кръстовище на две нива при Семинарията в София
- Естакада по бул. Яворов до Телевизионната кула в София
- Проектът за нов мост над р. Струма при с. Железница
- Естакада по продължението на бул. Брюксел към Терминал 2 за Летище София
- Виадуктът край с. Потоп по АМ Хемус по време на ремонт
- Виадуктът при тунел „Витиня" по АМ Хемус след извършен ремонт